# Baal Shem

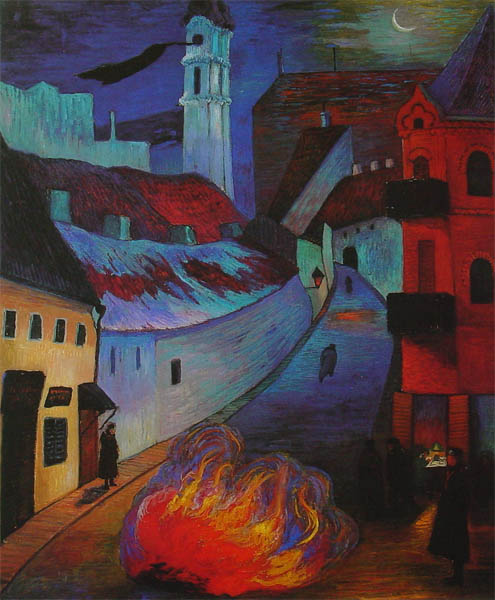
Sentinella di polizia a Vilnius, dipinto di Marianne von Werefkin (1914)

Baal Shem (in ebraico בעל שם‎?, Baʻal Šēm) significa Maestro del Nome, e si riferisce alla storica occupazione ebraica di diversi ebrei cabalisti che possedevano la conoscenza di come usare i nomi di Dio per effettuare guarigioni, miracoli, esorcismi e benedizioni attraverso la Cabala pratica. Il titolo non ufficiale veniva dato dagli altri, che riconoscevano o beneficiavano dell'abilità del Baal Shem di eseguire atti meravigliosi.
L'occupazione ed il titolo emersero nel Medioevo, e continuarono fino alla prima era moderna. I Baalei Shem erano visti come taumaturghi che potevano curare malattie e guarire ferite, possedendo anche poteri mistici per predire o interpretare eventi e personalità. Si credeva che avessero una "linea diretta" al Cielo per evocare la misericordia di Dio e la sua compassione per coloro che soffrivano. Nella società ebraica, il ruolo teurgico della Cabala pratica praticato dai Baalei Shem a beneficio della gente comune era un'istituzione mistica che contrastava con i circoli di studio cabalistico più teosofico ed estatico, e che si isolavano dal popolino. Il Baal Shem, il predicatore Magghid e il predicatore di penitenza noto come Mokhiakh, erano visti come appartenenti a studiosi eruditi di livello informale inferiore, al di sotto dei rabbini e dei cabalisti ufficiali.
Poche persone ricevevano il titolo di Baal Shem tra gli ebrei ashkenaziti dell'Europa orientale e centrale. Il nome è più che altro noto in riferimento al fondatore del chassidismo moderno, il Baal Shem Tov (Maestro del Buon Nome), vissuto in Ucraina nel Settecento. Tuttavia, sebbene il Baal Shem Tov iniziò la sua vita pubblica come un tradizionale Baal Shem, con i suoi insegnamenti introdusse un nuovo percorso nel pensiero e nella pratica della mistica ebraica. Il chassidismo moderno diffuse la Cabala esoterica come movimento di rinnovamento mistico e sociale. Il nuovo ruolo mistico del Rebbe Tzadik chassidico sostituì l'attività del Baal Shem tra il popolino, combinando cabalista e Magghid, e sostituendo la Cabala pratica con l'intercessione divina dello Tzadik. L'opera Lodi del Besht (1814-1815) ambienta il circolo dei seguaci del Baal Shem Tov nell'ambito della sua altra attività come Baal Shem itinerante.
L'attività dei Baalei Sem nelle comunità ebraiche, così come l'influenza delle idee cabalistiche, ha contribuito alla credenza popolare degli Tzadikim Nistarim (Giusti Nascosti). La tradizione chassidica registra Eliyahu Baal Shem nel XVI secolo quale fondatore di una fratellanza mistica di Nistarim per offrire incoraggiamento fisico e spirituale al popolino ebraico, da cui emerse poi lo chassidismo.

## La pratica diBaal Sheme la Cabala
Il Nom di cui al titolo Maestro del Nome, si riferisce al più santo Nome di Dio a quattro lettere, il Tetragramma appunto. Nella tradizione ebraica, questo Nome veniva pronunciato solo dal sommo sacerdote a Yom Kippur. Con la distruzione del Secondo Tempio da parte dei romani nell'anno 70, la vera pronuncia fu probabilmente persa (gli ebrei odierni non pronunciano mai il Nome ad alta voce, e lo sostituiscono con un altro termine ebraico, di solito Adonai, nelle preghiere e nei testi). In alcuni resoconti, si crede che un Baal Shem abbia riscoperto la vera pronuncia del Tetragramma, forse durante una meditazione profonda, e potesse utilizzarla in modi magici per fare miracoli. Alcuni racconti dicono che lo pronunciò ad alta voce, altri affermano che abbia visualizzato il nome nella sua mente. Usò anche i nomi di angeli in questo modo.

### Amuleti e Cabala pratica
Esistono due correnti differenziate della Cabala ebraica, che i principali cabalisti separarono a causa di forti preoccupazioni in merito all'uso illegittimo della Cabala pratica:
- Kabbalah Iyunit, "Cabala Contemplativa" (Teosofica-Meditativa)
- Kabbalah Ma'asit, "Cabala pratica" (che cerca di alterare la Natura in santità)

Il grande cabalista Isaac Luria (1534–1572) proibì alle generazioni successive di usare la  Cabala pratica. Poiché il Tempio non esiste più e non si possiedono le ceneri della Giovenca rossa, rimane impossibile purificarsi. Senza di ciò, disse Luria, la Cabala pratica è molto dannosa. Il rabbino Yitzchak Ginsburgh descrive la connessione tra gli amuleti ebraici la Cabala Pratica:

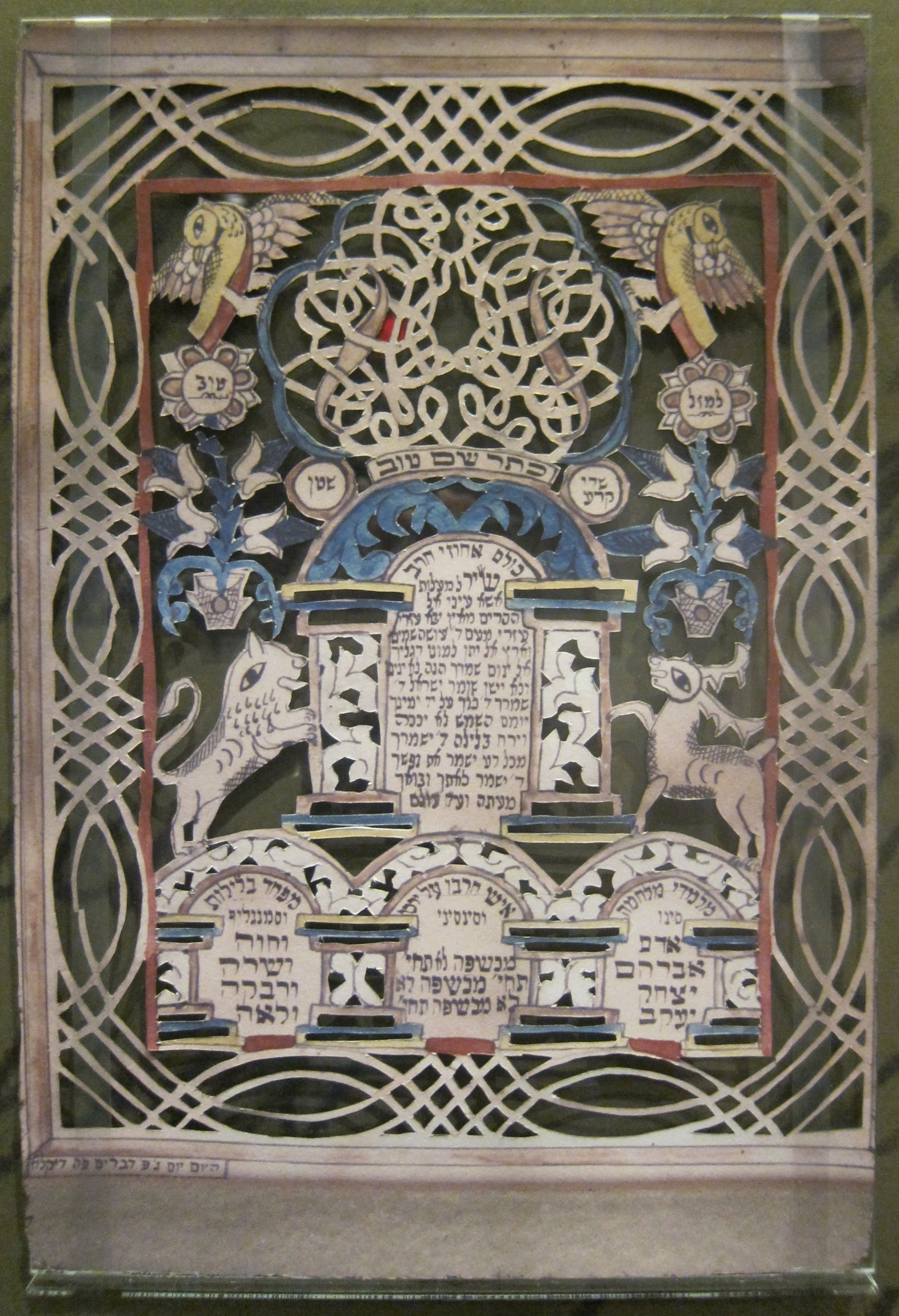
Un amuleto ebraico, che include anche i vari Nomi Divini, attribuito allo scriba David Elias Krieger, 1900. Alcuni Rebbe hanno mantenuto l'uso degli amuleti.

Gli amuleti sono al limite tra Cabalah pratica e la manifestazione esterna della Cabala, come ad esempio il calcolo del nome. Vi è una fonte sugli amuleti nella Torah. Quando un grande saggio scrive i Santi Nomi su pergamena senza pronunciarli e inserisce la pergamena in un contenitore che viene indossato dal committente, la scrittura può possedere poteri spirituali e di guarigione spirituale. Da giovane il Baal Shem Tov, poiché era un guaritore, usava gli  amuleti. A volte l'amuleto funziona grazie alla fede che il portatore ha nel potere spirituale dell'amuleto. Alla fine della sua vita, il Baal Shem Tov non scrisse mai i Nomi di Dio, solo la sua firma, Yisrael Ben Sara o Yisrael Ben Eliezer. Questo fu in verità l'ultimo amuleto offerto dal Baal Shem Tov.

I Saggi insegnano che chiunque riceva una moneta dalle mani di Giobbe (ad indicare uno Tzadik) riceve una benedizione. Questa è la fonte nel Talmud che afferma che ricevere una moneta da un grande Tzadik porta con sé una benedizione. Vediamo quindi che esistono amuleti permessi. Il fattore determinante è la rettezza e le intenzioni della persona che dà l'amuleto.

## Baali Shemriconosciuti

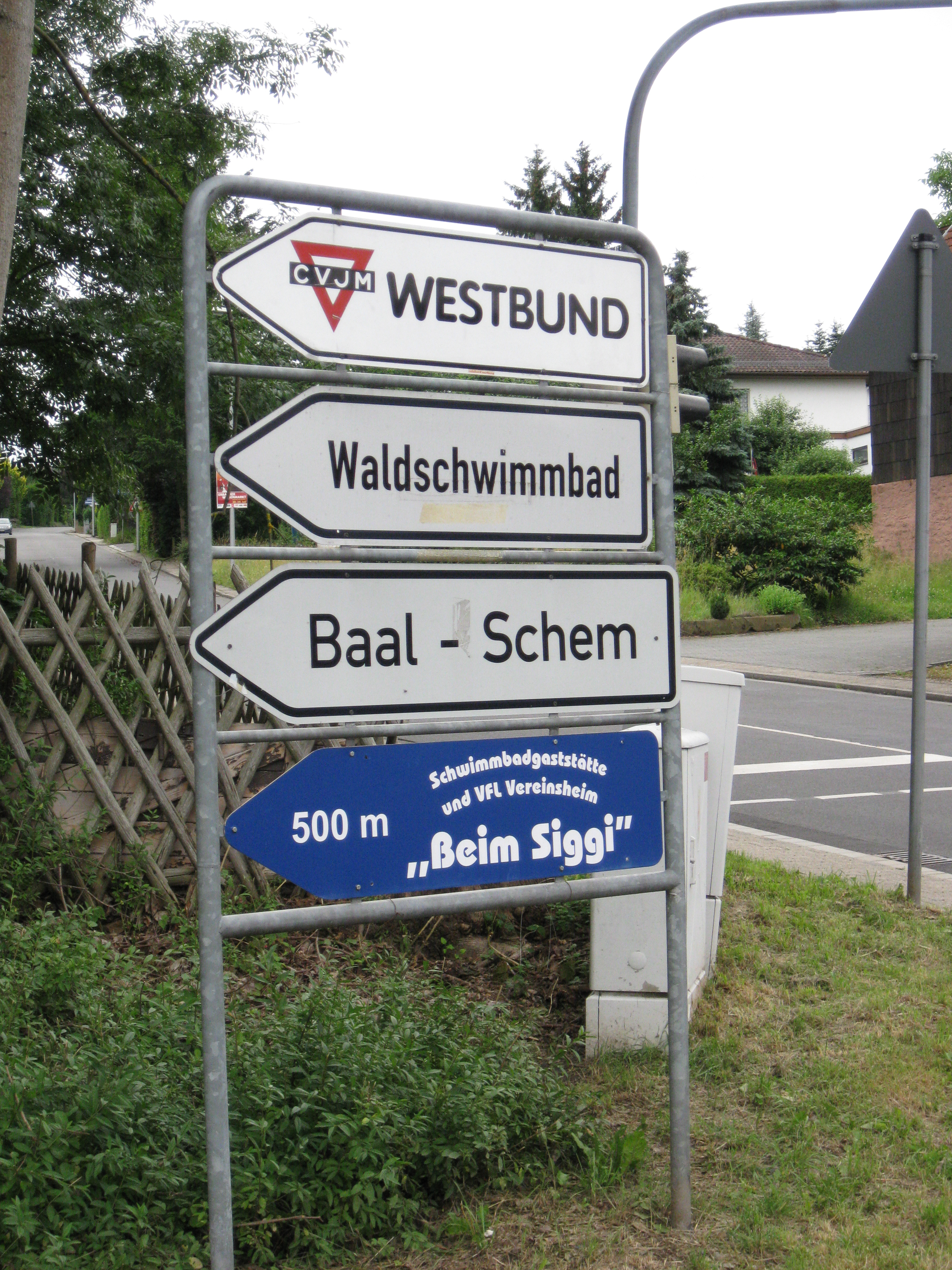
Segnaletica per la tomba del Baal Shem di Michelstadt (Germania)

Non si annoverano in passato molte persone con questo titolo e nessuno lo ha oggi. La prima persona riportata di aver ricevuto tale titolo è Elia Baal Shem di Chełm. Altri Baalei Shem includono Rabbi Eliyahu Baal Shem di Worms (il fondatore del movimento variamente noto come Macheneh Yisrael, i Nistarim e la Santa Fratellanza"), Rabbi Gioele di Ropshitz (allievo di Rabbi Yoel Sirkis), Rabbi Adam Baal Shem, Sekel Löb Wormser (1768-1847), Baal Shem di Michelstadt, Naphtali Cohen di Poznań, Hirsch Fraenkel (XVIII secolo), rabbino di varie comunità tedesche tra cui Heidelberg e Ansbach, ed il Baal Shem di Londra, Chayyim Samuel Jacob Falk.

## Era moderna
L'appellativo Baal Shem sopravvive principalmente nei cognomi ebraici di persone che discendono  dai Baalei Shem, come per esempio Balshem, Balshemnik e Bolshemennikov.

In anni recenti, alcuni gruppi ebrei New Age hanno ripristinato il termine per riferirlo all'equivalente dello sciamano o guaritore.